# Rosalie Gwathmey
Rosalie Gwathmey, geb. Hook (* 15. September 1908 in Charlotte, North Carolina; † 12. Februar 2001 in Amagansett, New York) war eine US-amerikanische Malerin und Fotografin, die für ihre Fotografien afroamerikanischer Menschen im Süden der USA bekannt wurde. Sie war Mitglied der Photo League in New York. Die Photo League war eine Organisation von Fotografen in New York City, die sich der Dokumentation des Lebens in den Arbeitervierteln widmete. Sie wurde 1936 gegründet und bot ihren Mitgliedern Schulungen, Ausstellungsräume und eine Plattform für den Austausch über soziale und kreative Themen. Die Photo League spielte eine wichtige Rolle bei der Entwicklung der sozialdokumentarischen Fotografie in den USA.

## Leben
Rosalie Gwathmey wurde als Tochter des Architekten Charles C. Hook und Ida MacDonald Hook geboren. Sie heiratete 1935 den Maler Robert Gwathmey; ihr Sohn, der spätere Architekt Charles Gwathmey, wurde 1938 geboren. Rosalie Gwathmey studierte Malerei an der Pennsylvania Academy of the Fine Arts und an der Art Students League of New York. 1942 trat sie der Photo League bei, wo sie unter anderem als Autorin, Kritikerin und Redakteurin für die Zeitschrift Photo Notes tätig war. Anfang der 1950er Jahre hörte Rosalie Gwathmey nach Ermittlungen des FBI auf zu fotografieren, vernichtete ihre Negative und übergab viele ihrer Abzüge der New York Public Library. In den 1960er und 1970er Jahren arbeitete sie als Textildesignerin.

## Werk
Rosalie Gwathmeys Fotografien dokumentieren das Leben afroamerikanischer Gemeinden in Städten wie Charlotte und Rocky Mount in North Carolina. Sie hielt den Alltag schwarzer Farmpächter und Stadtlandschaften fest, die häufig als Vorlagen für die Gemälde ihres Mannes dienten. Obwohl ihre sozialdokumentarischen Fotografien keinen stilistischen Neubeginn darstellten, spiegeln sie wichtige Themen der Politik und der Rassenbeziehungen in den USA der 1940er Jahre wider. Während ihrer Zeit in der Photo League arbeitete sie mit verschiedenen Fotografen zusammen, darunter Paul Strand, Aaron Siskind, Sid Grossman, Dorothea Lange, Berenice Abbott, Lisette Model, Walter Rosenblum, Dan Weiner und Lou Stettner.